# Bouton placebo

Bande dessinée humoristique ayant pour thème les boutons placebos. Le ressort comique réside dans le fait que dans certains cas, on peut démontrer mathématiquement que la meilleure utilisation possible d'un bouton de passage piéton est effectivement d'en faire un bouton placebo.

Un bouton placebo est un bouton permettant en apparence de faire quelque chose mais n'ayant en fait aucun effet, de la même façon qu'un médicament placebo. Il permet de donner à l'utilisateur l'illusion de contrôler quelque chose,. Son effet est très fortement augmenté par l'utilisation d'une signalétique sonore (« ding » lors de l'appui) ou lumineuse (allumage d'une lampe sous ou autour du bouton, qui s'éteint après l'effet recherché).
Près de 90 % de boutons de passages piétons de la ville de New York furent ainsi fonctionnels, mais servent maintenant (2018) de boutons placebos,. À Sydney comme à Melbourne, les feux des passages pour piétons sont automatisés durant la journée et le bouton n'a aucun effet.
De la même manière, beaucoup de boutons de fermeture d'ascenseurs sont des boutons placebos,. Quelques thermostats de bureau peuvent également fonctionner ainsi.
Plus généralement, on parle d’affordance trompeuse pour désigner ce type de dispositif. Ellen Langer, psychologue à Harvard, se réfère au concept d'illusion de contrôle pour qualifier cette situation.